# Miguel Sánchez López
Miguel Sánchez López (Caravaca de la Cruz-Murcia, 1972) es un abogado, criminólogo, político y escritor español, fue Concejal del Ayuntamiento de Caravaca entre 2011 y 2014 por el partido Upyd, y candidato de Ciudadanos a la Presidencia de la Región de Murcia en 2015.Siendo Portavoz de la Asamblea Regional de Murcia y líder regional del partido durante esa legislatura. En la que fue premiado como “Diputado Esencial” por el programa de la 7 Tv Región de Murcia “Diario de Sesiones”, en unas votaciones efectuadas entre todos los diputados de la Cámara. En esa legislatura participó activamente en la reforma de la ley electoral, la eliminación de aforamientos, la eliminación del impuesto de sucesiones, la reforma del estatuto de autonomía, la ley de policías locales, la ley de gratuidad de libros de texto, la ley de simplificación administrativa, la ley de transparencia, entre otras. Fue presidente de la Comisión de investigación de la desaladora de Escombreras, y luchó activamente contra la corrupción.
Entre 2019 y 2023, fue senador por designación autonómica, siendo el único senador de Ciudadanos en la Cámara Alta, donde ejerció de Portavoz, y en esa condición tuvo decenas de debates en las Sesiones de Control al Gobierno, tanto con el presidente del Gobierno, como con el resto de Ministros. También participó en la elaboración de hasta 99 leyes, la mayoría de ellas como Ponente. Actuando como Portavoz, a su vez, de la mayor parte de las Comisiones Legislativas, de la Constitucional, así como de la Junta de Portavoces, y de la Diputación Permanente.
Fue miembro de la Asamblea Parlamentaria de la OTAN, con sede en Bruselas.
Registró cerca de 400 preguntas escritas al Gobierno, y desarrolló cerca de un centenar de preguntas orales e interpelaciones, tanto en Pleno como en Comisiones.
Abandonó la política en agosto de 2023.
Es Diplomado en Altos Estudios de Defensa Nacional por el CESEDEM.
Ha publicado dos novelas con cierto éxito: Charnego y El último voluntario.
Vida personal: Está casado desde 2022 con una mujer llamada Candela y tiene una hija llamada Ana-Fuensanta.
Aficionado al Real Murcia, cinéfilo, nazareno, Santiaguista y motero.

## Biografía
Miguel Sánchez nació en la localidad murciana de Caravaca de la Cruz. Estudió dos carreras, licenciándose en Derecho y Criminología por la Universidad de Murcia. Es también Administrador Concursal y Director de Tiempo Libre.
A finales de los años 90, presidió el Consejo de la Juventud de la Región de Murcia, y participó como cooperante de la Diócesis de Cartagena en diferentes proyectos en Latinoamérica, concretamente en La Paz, Bolivia.
En 2011 se afilió a UPyD, y fue elegido concejal en el Ayuntamiento de Caravaca de la Cruz por esta formación, cargo que defendió hasta el 3 de noviembre de 2014 cuando presentó su dimisión, al salir a la luz el escándalo del Caso Roblecillo, donde, el por aquel entonces Alcalde de Caravaca del Pp, Domingo Aranda, y todo su equipo de gobierno, fueron imputados por corrupción.
En febrero de 2014, fue miembro de la candidatura alternativa a las elecciones internas para presidir el Consejo Territorial de UPyD en la Región de Murcia, saliendo victoriosa, pero anulada por la Comisión Electoral del partido por un comentario en Facebook.
Tras la crisis interna producida en UPyD, sumada a la expulsión de Francisco Sosa Wagner por sus acercamiento público a Ciudadanos, Miguel Sánchez lideró la fuga masiva de un centenar de afiliados a este partido.
Tras presentar 434 avales válidos, frente a los 129 de su rival y actual compañero de cámara Luis Fernández, ganó también las elecciones con un respaldo del 42% de los afiliados del partido en la Región. Así, fue elegido en marzo de 2015 candidato de Ciudadanos para la Presidencia de la Región de Murcia.
En las elecciones autonómicas de mayo de 2015 obtuvo cuatro escaños en la Asamblea Regional de Murcia (uno por la segunda circunscripción y tres por la tercera) y 79.057 votos. Apoyó al candidato del PP, Pedro Antonio Sánchez, como nuevo presidente de Murcia, tras llegar a un pacto de investidura, quedando en la oposición. En 2017 obligó a dimitir al presidente de la Región de Murcia por sus problemas con la corrupción. 